# Union Sportive de Douala
La Union Sportive de Douala (o Union Douala) és un club de futbol camerunès de la ciutat de Douala. L'any 1954 s'anomenava Jeunesse Bamiléké.

## Palmarès
- Lliga camerunesa de futbol:[2]
  - 1969, 1976, 1978, 1990, 2012
- Copa camerunesa de futbol:[1]
  - 1954 (Jeunesse Bamiléké)
  - 1961, 1969, 1980, 1985, 1997, 2006
- Copa africana de clubs campions: 
  - 1979
- Recopa africana de futbol: 
  - 1981

## Jugadors destacats

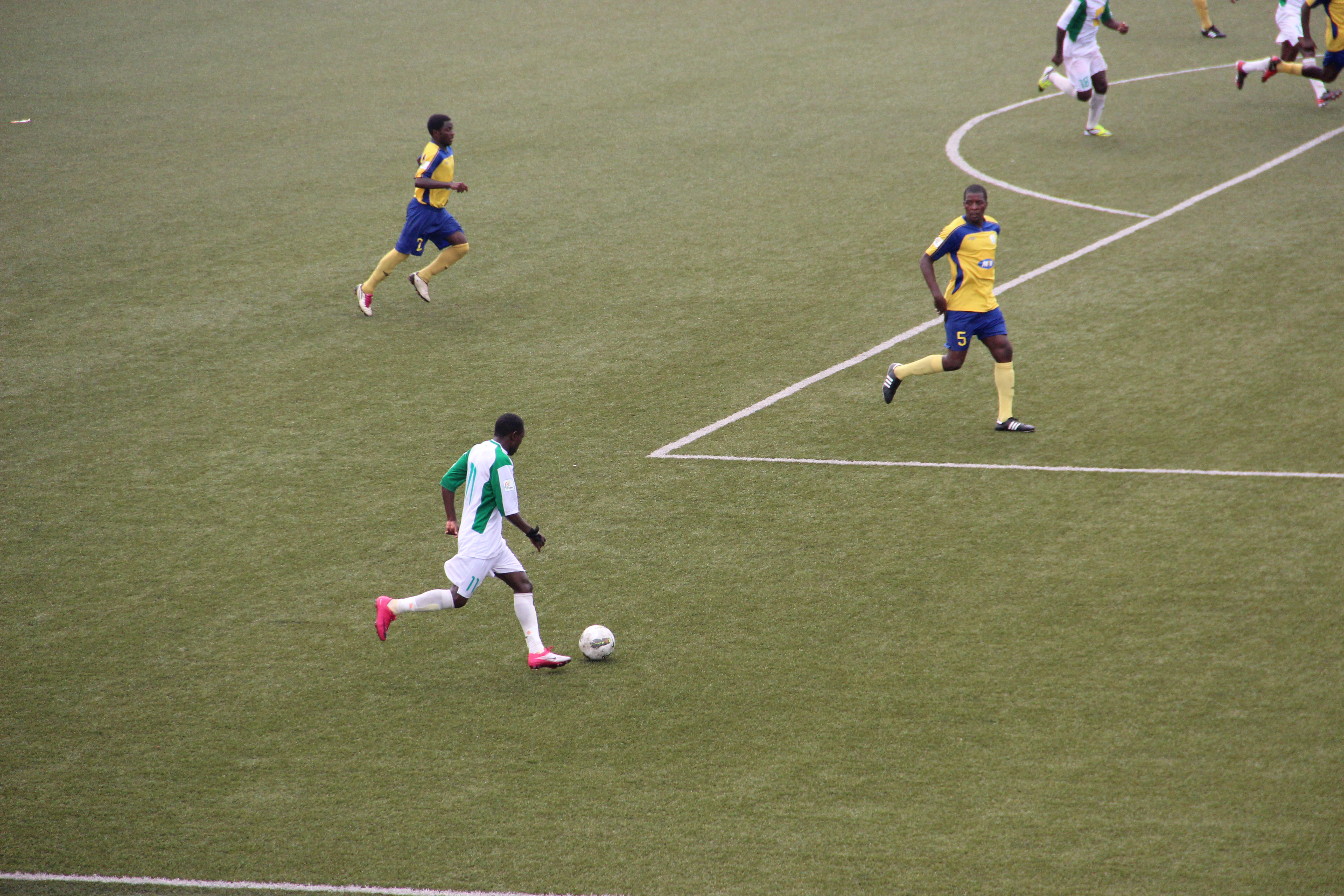
Partit entre Union Douala i Sable FC de Batié, 24 de febrer de 2013, Stade de la Réunification, Douala.

- Misdongard Betoligar
- Didier Timothee Mbai
- Bruno Njeukam
- Dominique Teinkor
- Pierre Boya
- Timothee Atouba
- Francis Kioyo
- Joel Epalle
- Guy Armand Feutchine
- William Andem
- James Debbah
- Joe Nagbe
- Olivier Djappa
- Joseph-Antoine Bell
- Réné NDjeya